# Клювоносые ужи
Клювоносые ужи (лат. Rhamphiophis) — род змей из семейства Psammophiidae, обитающих в Африке.

## Описание
Общая длина представителей этого рода колеблется от 70 см до 1,7 м. Голова короткая, закруглённая, слабо отделена от туловища, с загнутым вниз рострумом. Туловище сильное, крепкое. Окрашены в различные оттенки серого или коричневого цвета, один вид — с продольными полосами.
Укус крупных экземпляров может быть болезненным, но яд нетоксичен для человека.

## Образ жизни
Населяют сухие и увлажнённые саванны и полупустыни. Активны днём, большую часть времени проводят на земле, хотя могут залезать на невысокие кусты. Достаточно быстрые и проворные змеи. Подстерегают добычу; могут сами рыть норы в мягком грунте. Питаются ящерицами, змеями, грызунами, земноводными, крупными насекомыми.

## Размножение
Это яйцекладущие змеи.

## Распространение
Являются эндемиками Африки.

## Классификация
На сентябрь 2018 года в род включают 3 вида:
- Rhamphiophis oxyrhynchus (Reinhardt, 1843) — Клювоносый уж Райнхардта
- Rhamphiophis rostratus Peters, 1854
- Rhamphiophis rubropunctatus (Fischer, 1884) — Краснопятнистый клювоносый уж